# Lista de edições do Troféu Imprensa
Esta é uma lista de edições do Troféu Imprensa, uma cerimônia de premiação criada pelo jornalista Plácido Manaia Nunes — diretor da revista São Paulo na TV — em 1958, sendo atualmente transmitida pelo SBT sob a apresentação de Patrícia Abravanel. É a maior premiação da televisão brasileira.

## Por edição

### Década de 1960
1961
Fonte:
- Comediante - Ronald Golias
- Humorista - Renato Côrte-Real
- Humorista feminina - Consuelo Leandro
- Produtora de TV - Maria Tereza Grégori
- Produtor de TV - Manoel Carlos
- Balé - Maria Pia Finócchio
- Garota-propaganda - Neide Alexandre
- Cantora - Morgana
- Cantor - Francisco Egydio
- Repórter de TV - José Carlos de Moraes
- Ator - Lima Duarte em O Último dos Morungabos
- Atriz - Márcia Real
- Telejornal - Repórter Esso
- Revelação feminina - Glória Menezes
- Revelação masculina - Juca Chaves
- Diretor - Cassiano Gabus Mendes
- Cenógrafo - Renzo Fonzenigo
- Comentarista esportivo - Ary Silva
- Comentarista político - Maurício Loureiro Gama
- Conjunto Musical - Farroupilha
- Orquestra - Enrico Simonetti
- Locutor Esportivo - Raul Tabajara
- Apresentador - J. Silvestre
- Animadora - Bibi Ferreira
- Apresentador(a) de Telejornal - Kalil Filho
- Novelista infantil - Júlio Gouveia
- Programa - TV Brasil 60
- Equipe técnica TV Tupi
- Atração musical internacional - Sammy Davis Jr.
- Produtor infantil - Zaé Jr.
- Menção honrosa - Assis Chateaubriand (pela expansão da TV)

 1962
Fonte:
- Animador - Blota Júnior

 1963
Fonte:
- Atriz - Laura Cardoso em A Noite Eterna

 1964
Fonte:
- Animador - Silvio Santos
- Atriz - Laura Cardoso em Moulin Rouge - A Vida de Toulouse-Lautrec[3]

 1965
Fonte:
- Novela - A Moça que Veio de Longe
- Diretor - Dionísio Azevedo por A Moça que Veio de Longe
- Ator - Armando Bógus em O Pintor e a Florista
- Atriz - Geórgia Gomide em Quem Casa com Maria?
- Revelação masculina - Fúlvio Stefanini em A Outra Face de Anita
- Revelação feminina - Ana Rosa em Alma Cigana

 1966
Fonte:
- Novela - A Deusa Vencida
- Roteirista - Ivani Ribeiro por A Deusa Vencida
- Diretor - Walter Avancini por A Indomável
- Ator - Sérgio Cardoso em O Cara Suja
- Atriz - Geórgia Gomide em Teresa
- Revelação feminina - Regina Duarte em A Deusa Vencida
- Cantora - Elis Regina[6]

 1967
Fonte:
- Novela - Redenção
- Roteirista - Lauro César Muniz por Ninguém Crê em Mim
- Diretor - Walter Avancini por Almas de Pedra
- Ator - Francisco Cuoco em Redenção
- Atriz - Carminha Brandão em Anjo Marcado
- Revelação feminina - Maria Isabel de Lizandra em Anjo Marcado
- Cantora - Elis Regina[6]
- Animadora - Hebe Camargo[7]

 1968
Fonte:
- Novela - Os Fantoches
- Roteirista - Ivani Ribeiro por Os Fantoches
- Diretor - Dionísio Azevedo por O Tempo e o Vento
- Ator - Francisco Cuoco em Redenção
- Ator coadjuvante - Walter Avancini em O Tempo e o Vento
- Atriz - Regina Duarte em Os Fantoches
- Atriz coadjuvante - Miriam Mehler em Redenção
- Programa - A Família Trapo
- Conjunto Musical - Os Mutantes[9]
- Cantora - Elis Regina[6]
- Revelação feminina - Gal Costa
- Revelação masculina - Plínio Marcos
- Comediante - Chico Anysio
- Compositor - Caetano Veloso

 1969
Fonte:
- Animador - Silvio Santos
- Novela - A Muralha
- Roteirista - Ivani Ribeiro por A Muralha
- Diretor - Sérgio Britto e Gonzaga Blota por A Muralha
- Ator - Stênio Garcia em A Muralha
- Atriz - Fernanda Montenegro em A Muralha
- Revelação masculina - Plínio Marcos como Beto Rockfeller

### Década de 1970
1970
Fonte:
- Animador - Silvio Santos
- Novela - Beto Rockfeller
- Roteirista - Geraldo Vietri e Walther Negrão por Nino, o Italianinho
- Diretor - Lima Duarte por Beto Rockfeller
- Ator - Juca de Oliveira em Nino, o Italianinho
- Atriz - Débora Duarte em Beto Rockfeller
- Revelação masculina - Rodrigo Santiago em Super Plá
- revelação feminina: Myrian Muniz em Nino, o Italianinho

 1971
Fonte:
- Animador - Silvio Santos[10]
- Novela - Irmãos Coragem
- Ator - Jardel Filho em Assim na Terra Como no Céu
- Atriz - Regina Duarte em Irmãos Coragem
- Revelação feminina - Renata Sorrah em Assim na Terra Como no Céu

 1972
Fonte:
- Animador - Silvio Santos[10]
- Novela - O Cafona
- Ator - Francisco Cuoco em O Cafona
- Atriz - Marília Pêra em O Cafona
- Revelação - Sérgio Sampaio[11]
- Cantora - Maria Alcina[12]

 1973
Fonte:
- Animador - Silvio Santos
- Novela - Selva de Pedra
- Ator -  em Selva de Pedra
- Atriz - Regina Duarte em Selva de Pedra
- Revelação masculina - Flávio Migliaccio em O Primeiro Amor

 1974
Fonte:
- Animador - Silvio Santos
- Novela - O Bem-Amado
- Ator - Paulo Gracindo em O Bem-Amado
- Atriz - Regina Duarte em Carinhoso
- Revelação masculina - Lima Duarte em O Bem-Amado
- Revelação feminina - Sandra Bréa em O Bem-Amado

 1975
Fonte:
- Animador - Silvio Santos
- Novela - O Espigão
- Ator - Milton Moraes em O Espigão
- Atriz - Dina Sfat em Fogo Sobre Terra
- Revelação masculina - Juca de Oliveira em Fogo Sobre Terra
- Revelação feminina - Sandra Bréa em Corrida do Ouro
- Cantora - Clara Nunes

 1976
Fonte:
- Novela - Gabriela
- Ator - Paulo Gracindo em Gabriela
- Atriz - Eva Wilma em A Viagem
- Cantor - Benito di Paula
- Revelação masculina - Paulo Gracindo em Gabriela
- Revelação feminina - Elizabeth Savala em Gabriela
- Cantora - Clara Nunes

 1977
- Novela - Saramandaia
- Ator - Lima Duarte em Pecado Capital e Paulo Gracindo em O Casarão
- Atriz - Dina Sfat em Saramandaia
- Revelação feminina - Pepita Rodrigues em Anjo Mau
- Revelação masculina - Chico Buarque[14]
- Cantora - Clara Nunes

### Década de 1980
1981
A edição de 1981 premiou os melhores do ano de 1980.
| Melhor Filme Seriado | Melhor Novela |
| --- | --- |
| - CHiPs - O Incrível Hulk | - Água Viva - Cavalo Amarelo - Coração Alado                                                                                               |
| Melhor Ator | Melhor Atriz |
| - Jardel Filho (como Von Strauss, de Coração Alado) - Raul Cortez (como Miguel Fragonard, de Água Viva) - Tarcísio Meira (como Juca Pitanga, de Coração Alado) | - Dercy Gonçalves (como Dulcinéa, de Cavalo Amarelo) - Dina Sfat (como Paloma, de Os Gigantes) - Tônia Carrero (como Stella, de Água Viva) |
| Melhor Programa de TV | Melhor Programa Jornalístico |
| - Programa Silvio Santos | - Globo Repórter |
| Melhor Programa Humorístico | Melhor Humorista Masculino |
| - Os Trapalhões | - Chico Anysio - Jô Soares |
| Melhor Apresentador | Melhor Jurado |
| - Silvio Santos | - Elke Maravilha - Aracy de Almeida - Pedro de Lara                                                                                        |
| Melhor Programa Infantil | Melhor Desenho Animado |
| - Bozo - Sessão Desenho - Sítio do Picapau Amarelo | - Pica-Pau |
| Melhor Comercial | Melhor Música |
| - Bom Bril | - "Lança Perfume" – Rita Lee - "Canção da América" – Milton Nascimento - "Sentado à Beira do Caminho" – Roberto Carlos                     |
| Melhor Cantor | Melhor Cantora |
| - Roberto Carlos | - Rita Lee |

 1982
A edição de 1982 premiou os melhores do ano de 1981.
| Melhor Filme Seriado | Melhor Filme Infantil |
| --- | --- |
| - CHiPs - Casal 20 - Prisioneiras | - Homem-Aranha - O Incrível Hulk - Ultraman |
| Melhor Programa de TV | Melhor Novela |
| - Programa Silvio Santos - É Proibido Colar - Fantástico | - Os Imigrantes - Baila Comigo - Ciranda de Pedra                                                                                                  |
| Melhor Ator | Melhor Atriz |
| - Tony Ramos (como Quinzinho e João Victor, de Baila Comigo) - Fernando Torres (como Plínio Miranda, de Baila Comigo) - Tarcísio Meira (como Paulo César, de Brilhante) | - Fernanda Montenegro (como Chica Newman, de Brilhante) - Lilian Lemmertz (como Helena, de Baila Comigo) - Vera Fischer (como Luiza, de Brilhante) |
| Melhor Programa Jornalístico | Melhor Programa Humorístico |
| - Canal Livre - Globo Repórter - O Povo na TV | - Os Trapalhões - Planeta dos Homens - Viva o Gordo                                                                                                |
| Melhor Humorista Masculino | Melhor Humorista Feminina |
| - Renato Aragão - Chico Anysio - Jô Soares | - Nair Bello - Consuelo Leandro - Maria Tereza |
| Melhor Programa Infantil | Melhor Desenho Animado |
| - Bozo - A Turma do Lambe-Lambe - Sítio do Picapau Amarelo | - Tom & Jerry - Pica-Pau - Popeye |
| Melhor Animador | Melhor Jurado |
| - Silvio Santos - Chacrinha - Raul Gil | - Wagner Montes - Aracy de Almeida - Elke Maravilha                                                                                                |
| Melhor Comercial | Melhor Música |
| - Bom Bril - Banespa - Nossa Caixa | - "Homem com H" – Ney Matogrosso - "A Guerra dos Meninos" – Roberto Carlos - "Planeta Água" – Guilherme Arantes                                    |
| Melhor Cantor | Melhor Cantora |
| - Ney Matogrosso - Roberto Carlos - Fagner | - Rita Lee - Gal Costa - Simone |

 1983
A edição de 1983 premiou os melhores do ano de 1982.
| Melhor Filme Seriado | Melhor Novela |
| --- | --- |
| - Casal 20 - CHiPs - Prisioneiras | - Elas por Elas - Os Imigrantes - Os Ricos Também Choram                                                                                           |
| Melhor Ator | Melhor Atriz |
| - Luiz Gustavo (como Mário Fofoca, de Elas por Elas) - Jardel Filho (como Heitor, de Sol de Verão) - Tony Ramos (como Abel, de Sol de Verão) | - Irene Ravache (como Rachel, de Sol de Verão) - Eva Wilma (como Márcia, de Elas por Elas) - Fernanda Montenegro (como Chica Newman, de Brilhante) |
| Melhor Programa Humorístico | Melhor Humorista Masculino |
| - Chico Anysio Show - Os Trapalhões - Reapertura                                                                                             | - Chico Anysio - Renato Aragão - Jô Soares |
| Melhor Humorista Feminina | Programa de Entrevistas |
| - Maria Tereza - Nair Bello - Sônia Mamede                                                                                                   | - Programa Ferreira Netto - Canal Livre - Vox Populi                                                                                               |
| Melhor Programa de Auditório | Melhor Animador |
| - Programa Silvio Santos - Cassino do Chacrinha - Programa Raul Gil                                                                          | - Chacrinha - Raul Gil - Silvio Santos |
| Melhor Programa Jornalístico | Melhor Apresentador |
| - O Povo na TV - Show sem Limite - Fantástico                                                                                                | - Flávio Cavalcanti - Antônio Fagundes - J. Silvestre                                                                                              |
| Melhor Programa Infantil | Melhor Desenho Animado |
| - Bozo - Bambalalão - Sítio do Picapau Amarelo                                                                                               | - Tom & Jerry - Pica-Pau - Popeye |
| Melhor Locutor Esportivo | Melhor Jurado |
| - Sílvio Luiz - José Cunha - Luciano do Valle                                                                                                | - Pedro de Lara - Aracy de Almeida - Elke Maravilha                                                                                                |
| Revelação do Ano | Melhor Música |
| - Blitz - Dalto - Débora Bloch (como Clara, de Sol de Verão)                                                                                 | - "Samurai" – Djavan - "Muito Estranho" – Dalto - "Você Não Soube Me Amar" – Blitz                                                                 |
| Melhor Cantor | Melhor Cantora |
| - Djavan - Roberto Carlos - Ney Matogrosso                                                                                                   | - Gal Costa - Rita Lee - Simone |
| Melhor Comercial | |
| - Sharp - Cigarros Hollywood - Ice Pop | |

 1984
A edição de 1984 premiou os melhores do ano de 1983.
| Melhor Filme Seriado | Melhor Novela |               |
| --- | --- | ------------- |
| - Fama - O Super-Herói Americano - Super-Máquina | - Guerra dos Sexos - Eu Prometo - Louco Amor |               |
| Melhor Ator | Melhor Atriz |               |
| - Paulo Autran (como Otávio, de Guerra dos Sexos) - José Lewgoy (como Edgar de Dummont, de Louco Amor) - Mário Gomes (como Nando, de Guerra dos Sexos) | - Fernanda Montenegro (como Charlô, de Guerra dos Sexos) - Glória Menezes (como Roberta, de Guerra dos Sexos) - Irene Ravache (como Antônia Regina, de Champagne) |               |
| Melhor Programa Humorístico | Melhor Humorista Masculino |               |
| - Chico Anysio Show - Os Trapalhões - Viva o Gordo | - Chico Anysio - Renato Aragão - Jô Soares |               |
| Melhor Programa de Auditório | Melhor Animador |               |
| - Programa Silvio Santos - Cassino do Chacrinha - Programa J. Silvestre                                                                                | - Silvio Santos - Chacrinha - Antônio Fagundes |               |
| Melhor Programa Jornalístico | Melhor Apresentador |               |
| - Jornal da Manchete - Globo Repórter - Noticentro | - Sérgio Chapelin - Flávio Cavalcanti - Moacyr Franco |               |
| Melhor Programa Infantil | Melhor Desenho Animado |               |
| - Bozo - A Turma do Lambe-Lambe - Balão Mágico | - Pica-Pau - A Pantera Cor-de-Rosa - Tom & Jerry |               |
| Melhor Locutor Esportivo | Melhor Jurado |               |
| - Luciano do Valle - Osmar de Oliveira - Sílvio Luiz                                                                                                   | - Sérgio Mallandro - Aracy de Almeida - Elke Maravilha |               |
| Revelação do Ano | Melhor Música |               |
| - Gugu Liberato - Lulu Santos - Xuxa | - "Me Dê Motivo" – Tim Maia - "Aquarela" – Toquinho - "Guerreiro Menino" – Fagner                                                                                 |               |
| Melhor Cantor | Melhor Cantora |               |
| - Ritchie - Roberto Carlos - Tim Maia | - Elba Ramalho - Gal Costa - Simone |               |
| Melhor Comercial | Troféu Imprensa Especial |               |
| - Gelol - Calvin Klein Jeans - Cigarros John Player | Rodolfo Mayer | Rodolfo Mayer |

 1985
A edição de 1985 premiou os melhores do ano de 1984.
| Melhor Programa de TV | Melhor Novela |                     |
| --- | --- | ------------------- |
| - Globo Repórter - Fantástico - Perdidos na Noite                                                                                                 | - Vereda Tropical - Meus Filhos, Minha Vida - Partido Alto                                                                                             |                     |
| Melhor Ator | Melhor Atriz |                     |
| - Ney Latorraca (como Seu Quequé, de Rabo de Saia) - Mário Gomes (como Luca, de Vereda Tropical) - Walmor Chagas (como Oliva, de Vereda Tropical) | - Geórgia Gomide (como Bina, de Vereda Tropical) - Lucélia Santos (como Silvana, de Vereda Tropical) - Maria Zilda (como Verônica, de Vereda Tropical) |                     |
| Melhor Filme Seriado | Melhor Seriado Nacional |                     |
| - Super-Máquina - Duro na Queda - Esquadrão Classe "A"                                                                                            | - Rabo de Saia - Joana - Marquesa de Santos |                     |
| Melhor Programa Humorístico | Melhor Programa de Auditório |                     |
| - Chico Anysio Show - Os Trapalhões - Viva o Gordo                                                                                                | - Programa Silvio Santos - Cassino do Chacrinha - Viva a Noite                                                                                         |                     |
| Melhor Apresentador | Melhor Animador |                     |
| - Murilo Néri - Flávio Cavalcanti - J. Silvestre                                                                                                  | - Silvio Santos - Gugu Liberato - Chacrinha |                     |
| Melhor Programa Infantil | Melhor Desenho Animado |                     |
| - Bozo - Balão Mágico - Clube da Criança | - Pica-Pau - He-Man - Snoopy |                     |
| Melhor Telejornal | Melhor Jurado |                     |
| - Jornal Nacional - Jornal da Manchete - Noticentro                                                                                               | - Aracy de Almeida - Elke Maravilha - Sérgio Mallandro                                                                                                 |                     |
| Melhor Locutor Esportivo | Revelação do Ano |                     |
| - Luciano do Valle - Sílvio Luiz - Osmar de Oliveira                                                                                              | - Fausto Silva - Mara Maravilha - Paralamas do Sucesso                                                                                                 |                     |
| Melhor Atração Musical Internacional | Melhor Música |                     |
| - Michael Jackson - Menudo - Queen | - "Chuva de Prata" – Gal Costa - "Caminhoneiro" – Roberto Carlos - "Deixa eu te Amar" – Agepê                                                          |                     |
| Melhor Cantor | Melhor Cantora |                     |
| - Roberto Carlos - Milton Nascimento - Ney Matogrosso                                                                                             | - Gal Costa - Elba Ramalho - Simone |                     |
| Melhor Comercial | Troféu Imprensa Especial |                     |
| - Caixa Econômica Federal - Cigarros Hollywood - Desodorantes Playboy                                                                             | Dionísio de Azevedo | Dionísio de Azevedo |

 1986
A edição de 1986 premiou os melhores do ano de 1985.
| Melhor Programa de TV | Melhor Novela |               |
| --- | --- | ------------- |
| - Perdidos na Noite - Conexão Internacional - Globo Repórter | - Roque Santeiro - A Gata Comeu - Ti Ti Ti |               |
| Melhor Ator | Melhor Atriz |               |
| - Lima Duarte (como Sinhozinho Malta, de Roque Santeiro) - Ary Fontoura (como Florindo Abelha, de Roque Santeiro) - José Wilker (como Roque Santeiro, de Roque Santeiro) | - Regina Duarte (como Viúva Porcina, de Roque Santeiro) - Malu Mader (como Valquíria, de Ti Ti Ti) - Yoná Magalhães (como Matilde, de Roque Santeiro) |               |
| Melhor Filme Seriado | Melhor Longa-Metragem Exibido na TV |               |
| - Esquadrão Classe "A" - Magnum - O Homem que Veio do Céu | - Pássaros Feridos - Amor sem Fim - Superman II |               |
| Melhor Programa Humorístico | Melhor Programa de Auditório |               |
| - Chico Anysio Show - Viva o Gordo - Os Trapalhões | - Programa Silvio Santos - Cassino do Chacrinha - Viva a Noite                                                                                        |               |
| Melhor Apresentador | Melhor Animador |               |
| - Fausto Silva - Flávio Cavalcanti - Hebe Camargo | - Silvio Santos - Gugu Liberato - Chacrinha |               |
| Melhor Programa Infantil | Melhor Desenho Animado |               |
| - Bozo - Balão Mágico - Clube da Criança | - He-Man - A Pantera Cor-de-rosa - Pica-Pau |               |
| Melhor Telejornal | Melhor Jurado |               |
| - Jornal Nacional - Jornal da Manchete - Noticentro | - Sérgio Mallandro - Aracy de Almeida - Elke Maravilha                                                                                                |               |
| Melhor Locutor Esportivo | Melhor Comentarista Econômico |               |
| - Luciano do Valle - Osmar de Oliveira - Sílvio Luiz | - Joelmir Beting - Marco Antônio Rocha - Paulo Henrique Amorim                                                                                        |               |
| Melhor Conjunto Musical | Melhor Música |               |
| - Ultraje a Rigor - RPM - Paralamas do Sucesso | - "Um Dia de Domingo" – Gal Costa e Tim Maia - "De Volta pro Aconchego" – Elba Ramalho - "Escrito nas Estrelas" – Tetê Espíndola                      |               |
| Melhor Cantor | Melhor Cantora |               |
| - Tim Maia - Roberto Carlos - Wando | - Gal Costa - Elba Ramalho - Simone |               |
| Revelação do Ano | Melhor Comercial |               |
| - Cláudia Raia (como Ninon, de Roque Santeiro) - Tetê Espíndola - Dominó                                                                                                 | - Melissinha - Ellus - Parador |               |
| Momento Mais Marcante | Troféu Imprensa Especial |               |
| - Morte de Tancredo Neves - A primeira cena de amor de Pássaros Feridos - Encontro de Ronald Reagan e Mikhail Gorbatchov - USA for Africa – "We Are the World"           | Ronald Golias | Ronald Golias |

 1987
A edição de 1987 premiou os melhores do ano de 1986.
| Melhor Programa de TV | Melhor Novela |                  |
| --- | --- | ---------------- |
| - Perdidos na Noite - Fantástico - Globo Repórter | - Roda de Fogo - Cambalacho - Roque Santeiro |                  |
| Melhor Ator | Melhor Atriz |                  |
| - Tarcísio Meira (como Renato Villar, de Roda de Fogo) - Lima Duarte (como Sinhozinho Malta, de Roque Santeiro) - Tony Ramos (como Cristiano Vilhena, de Selva de Pedra) | - Fernanda Montenegro (como Naná, de Cambalacho) - Fernanda Torres (como Simone, de Selva de Pedra) - Regina Duarte (como Viúva Porcina, de Roque Santeiro) |                  |
| Melhor Filme Seriado | Melhor Programa de Auditório |                  |
| - Miami Vice - A Gata e o Rato - O Homem que Veio do Céu | - Programa Silvio Santos - Cassino do Chacrinha - Viva a Noite                                                                                              |                  |
| Melhor Animador | Melhor Apresentadora ou Animadora |                  |
| - Silvio Santos - Chacrinha - Fausto Silva | - Hebe Camargo - Marília Gabriela - Xuxa |                  |
| Melhor Telejornal | Melhor Programa Infantil |                  |
| - Jornal da Manchete - Jornal Nacional - Noticentro | - Xou da Xuxa - Bambalalão - Bozo |                  |
| Melhor Programa Humorístico | Melhor Locutor Esportivo |                  |
| - Viva o Gordo - Chico Anysio Show - Os Trapalhões | - Sílvio Luiz - Luciano do Valle - Osmar Santos |                  |
| Melhor Conjunto Musical | Melhor Música |                  |
| - RPM - Legião Urbana - Paralamas do Sucesso | - "Transas" – Ritchie - "Alvorada Voraz" – RPM - ""Índios" – Legião Urbana                                                                                  |                  |
| Melhor Cantor | Melhor Cantora |                  |
| - Roberto Carlos - Tim Maia - Lulu Santos | - Marina - Simone - Gal Costa |                  |
| Maior Modelo de TV | Revelação do Ano |                  |
| - Luiza Brunet - Monique Evans - Magda Cotrofe | - Felipe Camargo (como Pedro, de Roda de Fogo) - Paulo Ricardo - Luiz Caldas                                                                                |                  |
| Melhor Jurado | Melhor Comercial |                  |
| - Sérgio Mallandro - Aracy de Almeida - Décio Piccinini | - Zorba - Guaraná Antarctica - Melissinha |                  |
| Momento Mais Marcante | Troféu Imprensa Especial |                  |
| - Explosão do Ônibus Espacial Challenger - Pênalti perdido por Zico contra a França na Copa do Mundo - Terremoto no México                                               | Isaurinha Garcia | Isaurinha Garcia |

 1988
A edição de 1988 premiou os melhores do ano de 1987.
| Melhor Programa de TV | Melhor Novela |         |
| --- | --- | ------- |
| - A Praça É Nossa - Fantástico - Perdidos na Noite | - Brega & Chique - Corpo Santo - O Outro |         |
| Melhor Ator | Melhor Atriz |         |
| - Paulo Autran (como Aparício Varel, de Sassaricando) - Francisco Cuoco (como Paulo della Santa e Denizard de Matos, de O Outro) - Marco Nanini (como Montenegro, de Brega & Chique) | - Marília Pêra (como Rafaela Alvaray, de Brega & Chique) - Lucélia Santos (como Carmem, de Carmem) - Vera Fischer (como Jocasta, de Mandala) |         |
| Melhor Filme Seriado | Melhor Programa Sertanejo |         |
| - Miami Vice - A Gata e o Rato - Magnum | - Som Brasil - Chitãozinho e Xororó Especial - Musicamp                                                                                      |         |
| Melhor Humorista Masculino | Melhor Apresentadora ou Animadora |         |
| - Jô Soares - Chico Anysio - Renato Aragão | - Hebe Camargo - Marília Gabriela - Xuxa |         |
| Melhor Telejornal | Melhor Programa Jornalístico |         |
| - Jornal da Manchete - Jornal Nacional - Noticentro | - Globo Repórter - Comando da Madrugada - Conexão Internacional                                                                              |         |
| Melhor Programa Infantil | Melhor Programa de Auditório |         |
| - Xou da Xuxa - Bozo - Oradukapeta | - Programa Silvio Santos - Cassino do Chacrinha - Perdidos na Noite                                                                          |         |
| Melhor Animador | Revelação do Ano |         |
| - Silvio Santos - Gugu Liberato - Chacrinha | - Aracy de Almeida - Elke Maravilha - Sérgio Mallandro                                                                                       |         |
| Melhor Conjunto Musical | Melhor Música |         |
| - Titãs - Legião Urbana - Roupa Nova | - "Solidão" – Sandra Sá - "O Amor e o Poder" – Rosana - "Volta pra Mim" – Roupa Nova                                                         |         |
| Melhor Cantor | Melhor Cantora |         |
| - Roberto Carlos - Fábio Júnior - Tim Maia | - Marina - Rosana - Sandra Sá |         |
| Maior Acontecimento Esportivo | Melhor Locutor Esportivo |         |
| - Basquete Masculino (Brasil vence os Jogos Pan-Americanos) - Copa União - Maguila                                                                                                   | - Luciano do Valle - Galvão Bueno - Sílvio Luiz                                                                                              |         |
| Revelação do Ano | Melhor Comercial |         |
| - Giulia Gam (como Jocasta, de Mandala) - Jairzinho & Simony - Patricia | - Valisère - Coca-Cola - Tang |         |
| Momento Mais Marcante | Troféu Imprensa Especial |         |
| - Incêndio no prédio da CESP em São Paulo - Parada "Dia das Crianças" do SBT - Vazamento de Césio em Goiânia                                                                         | Arrelia | Arrelia |

 1989
A edição de 1989 premiou os melhores do ano de 1988.
| Melhor Programa de TV | Melhor Novela |
| --- | --- |
| - Chico Anysio Show - Cinema em Casa - Tela Quente                                                                                        | - Vale Tudo - Mandala - Fera Radical |
| Melhor Ator | Melhor Atriz |
| - Tony Ramos (como Tonico, de Bebê a Bordo) - Nuno Leal Maia (como Toni Carrado, de Mandala) - Antônio Fagundes (como Ivan, de Vale Tudo) | - Beatriz Segall (como Odete Roitmann, de Vale Tudo) - Glória Pires (como Maria de Fátima, de Vale Tudo) - Regina Duarte (como Raquel, de Vale Tudo) |
| Melhor Filme Seriado | Melhor Programa Humorístico |
| - Alf, O ETeimoso - A Gata e o Rato - Miami Vice                                                                                          | - TV Pirata - A Praça é Nossa - Veja o Gordo |
| Melhor Humorista Masculino | Melhor Humorista Feminina |
| - Chico Anysio - Jô Soares - Renato Aragão                                                                                                | - Maria Tereza - Dercy Gonçalves - Regina Casé |
| Melhor Telejornal | Melhor Programa Jornalístico |
| - TJ Brasil - Jornal da Manchete - Jornal Nacional                                                                                        | - Canal Livre - Fantástico - Globo Repórter |
| Melhor Programa Infantil | Melhor Programa de Auditório |
| - Xou da Xuxa - Clube da Criança - Oradukapeta                                                                                            | - Programa Silvio Santos - Perdidos na Noite - Viva a Noite                                                                                          |
| Melhor Animador | Melhor Apresentadora ou Animadora |
| - Silvio Santos - Gugu Liberato - Fausto Silva                                                                                            | - Marília Gabriela - Hebe Camargo - Xuxa |
| Melhor Conjunto Musical | Melhor Música |
| - Titãs - Legião Urbana - Roupa Nova | - "Faz Parte do Meu Show" – Cazuza - "Deslizes" – Fagner - "Mordida de Amor" – Yahoo                                                                 |
| Melhor Cantor | Melhor Cantora |
| - Cazuza - Fábio Júnior - Lulu Santos | - Marina - Rosana - Simone |
| Revelação do Ano | Melhor Jurado |
| - Ed Motta - Angélica - Guilherme Fontes (como Rei, de Bebê a Bordo)                                                                      | - Décio Piccinini - Pedro de Lara - Sérgio Mallandro                                                                                                 |
| Melhor Locutor Esportivo | Melhor Comercial |
| - Luciano do Valle - Galvão Bueno - Sílvio Luiz                                                                                           | - C&A - Jeans Pool - Supermercados Disco |
| Troféu Imprensa Especial | |
| Luiz Gonzaga | |

### Década de 1990
1990
A edição de 1900 premiou os melhores do ano de 1989.
| Melhor Filme Seriado | Melhor Novela |
| --- | --- |
| - Profissão: Perigo - Anjos da Lei - Combate no Vietnã                                                                                              | - Que Rei Sou Eu? - Kananga do Japão - Tieta                                                                                            |
| Melhor Ator | Melhor Atriz |
| - José Mayer (como Osnar, de Tieta) - Lima Duarte (como Sassá Mutema, de O Salvador da Pátria) - Nuno Leal Maia (como Gaspar Kundera, de Top Model) | - Joana Fomm (como Perpétua, de Tieta) - Tereza Rachel (como Rainha Valentine, de Que Rei Sou Eu?) - Betty Faria (como Tieta, de Tieta) |
| Melhor Programa Sertanejo | Melhor Programa Humorístico |
| - Som Brasil - João Mineiro & Marciano - Milionário & José Rico                                                                                     | - A Praça É Nossa - Chico Anysio Show - TV Pirata                                                                                       |
| Melhor Humorista Masculino | Melhor Humorista Feminina |
| - Chico Anysio - Jô Soares - Renato Aragão | - Fafy Siqueira - Cláudia Jimenez - Cláudia Raia                                                                                        |
| Melhor Telejornal | Melhor Programa Jornalístico |
| - TJ Brasil - Jornal da Manchete - Jornal Nacional                                                                                                  | - Globo Repórter - Documento Especial - Fantástico                                                                                      |
| Melhor Programa Infantil | Melhor Programa de Auditório |
| - Xou da Xuxa - Bozo - Clube da Criança | - Programa Silvio Santos - Domingão do Faustão - Viva a Noite                                                                           |
| Melhor Animador | Melhor Apresentadora ou Animadora |
| - Silvio Santos - Gugu Liberato - Fausto Silva | - Hebe Camargo - Marília Gabriela - Xuxa                                                                                                |
| Melhor Programa de Entrevistas | Melhor Locutor Esportivo |
| - Jô Soares Onze e Meia - Programa Ferreira Netto - Cara a Cara                                                                                     | - Luciano do Valle - Galvão Bueno - Luiz Alfredo                                                                                        |
| Melhor Cantor | Melhor Cantora |
| - Djavan - Fábio Júnior - Lobão | - Marisa Monte - Marina - Rosana |
| Melhor Conjunto Musical | Melhor Música |
| - Paralamas do Sucesso - Legião Urbana - Titãs | - "Oceano" – Djavan - "Astronauta de Mármore" – Nenhum de Nós - "Bem que Se Quis" – Marisa Monte                                        |
| Melhor Jurado | Revelação do Ano |
| - Décio Piccinini - Pedro de Lara - Sérgio Mallandro                                                                                                | - Luciana Braga (como Maria Imaculada, de Tieta) - Paquitas - Raul Gazolla (como Alex, de Kananga do Japão)                             |
| Melhor Comercial | Troféu Imprensa Especial |
| - Lojas Marisa - C&A - Gelol | Nelson Gonçalves |

 1991
A edição de 1991 foi exibida em 26 de maio de 1991, e premiou os melhores da televisão e da música do ano de 1990.
| Melhor Novela | Melhor Ator |
| --- | --- |
| - Pantanal - Barriga de Aluguel - Rainha da Sucata | - Cláudio Marzo (como José Leôncio e O Velho do Rio, de Pantanal) - Antônio Fagundes (como Caio Szimansky, de Rainha da Sucata) - Tony Ramos (como Edu Figueroa, de Rainha da Sucata) |
| Melhor Atriz | Revelação do Ano |
| - Jussara Freire (como Filó, de Pantanal) - Aracy Balabanian (como Dona Armênia, de Rainha da Sucata) - Regina Duarte (como Maria do Carmo, de Rainha da Sucata) | - Cristiana Oliveira (como Juma, de Pantanal) - Almir Sater (como Trindade, de Pantanal) - Paulo Gorgulho (como José Leôncio e José Lucas, de Pantanal)                               |
| Melhor Jurado | Melhor Programa Humorístico |
| - Elke Maravilha - Pedro de Lara - Sônia Lima | - Escolinha do Professor Raimundo - A Praça É Nossa - Os Trapalhões |
| Melhor Humorista Masculino | Melhor Humorista Feminina |
| - Chico Anysio - Ary Toledo - Renato Aragão | - Cláudia Jimenez - Dercy Gonçalves - Fafy Siqueira |
| Melhor Telejornal | Melhor Programa Jornalístico |
| - TJ Brasil - Jornal da Manchete - Jornal Nacional | - Documento Especial - Globo Repórter - Fantástico |
| Melhor Programa de Auditório | Melhor Animador |
| - Programa Silvio Santos - Domingão do Faustão - Viva a Noite | - Silvio Santos - Augusto Liberato - Fausto Silva |
| Melhor Programa Infantil | Melhor Apresentadora |
| - Xou da Xuxa - Clube da Criança - Show Maravilha | - Hebe Camargo - Marília Gabriela - Xuxa |
| Melhor Programa de Entrevistas | Melhor Locutor Esportivo |
| - Jô Soares Onze e Meia - Cara a Cara - Programa Ferreira Netto                                                                                                  | - Galvão Bueno - Sílvio Luiz - Luciano do Valle |
| Melhor Cantor | Melhor Cantora |
| - Beto Barbosa - José Augusto - Fábio Júnior | - Sandra de Sá - Fafá de Belém - Marina |
| Melhor Conjunto Musical | Melhor Música |
| - Engenheiros do Hawaii - Roupa Nova - Legião Urbana | - "Nuvem de Lágrimas" – Fafá de Belém e Chitãozinho e Xororó - "Pais e Filhos" – Legião Urbana - "Agüenta Coração" – José Augusto                                                     |
| Melhor Cantor, Cantora ou Dupla Sertaneja | Melhor Comercial |
| - Leandro & Leonardo - Chitãozinho & Xororó - João Mineiro & Marciano                                                                                            | - Amortecedores Cofap - C&A - Lojas Marisa |

 1992
A edição de 1992 foi exibida em 17 de maio de 1992, e premiou os melhores da televisão e da música do ano de 1991.
| Melhor Programa de TV | Melhor Novela |
| --- | --- |
| - Programa Legal - Dóris para Maiores - Fantástico | - O Dono do Mundo - A História de Ana Raio e Zé Trovão - Carrossel |
| Melhor Ator | Melhor Atriz |
| - Antônio Fagundes (como Felipe Barreto, de O Dono do Mundo) - Stênio Garcia (como Herculano, de O Dono do Mundo) - Tony Ramos (como Álvaro, de Felicidade) | - Fernanda Montenegro (como Olga, de O Dono do Mundo) - Glória Pires (como Estela, de O Dono do Mundo) - Malu Mader (como Márcia, de O Dono do Mundo)                       |
| Melhor Programa de Auditório | Melhor Programa Humorístico |
| - Programa Silvio Santos - Domingão do Faustão - Programa Livre                                                                                             | - Programa Legal - A Praça É Nossa - Escolinha do Professor Raimundo |
| Melhor Humorista Masculino | Melhor Humorista Feminina |
| - Chico Anysio - Costinha - Luiz Fernando Guimarães | - Regina Casé - Cláudia Jimenez - Maria Tereza |
| Melhor Telejornal | Melhor Programa Jornalístico |
| - TJ Brasil - Jornal da Manchete - Jornal Nacional | - Globo Repórter - Aqui Agora - Documento Especial |
| Melhor Programa Infantil | Melhor Programa Sertanejo |
| - Xou da Xuxa - Clube da Criança - Show Maravilha | - Sabadão Sertanejo - Especial Sertanejo - Viola, Minha Viola |
| Melhor Dupla Sertaneja | Melhor Cantor ou Cantora Sertaneja |
| - Chitãozinho & Xororó - Leandro & Leonardo - Zezé Di Camargo & Luciano                                                                                     | - Sula Miranda - Roberta Miranda - Sérgio Reis |
| Melhor Animador | Melhor Apresentadora ou Animadora |
| - Silvio Santos - Fausto Silva - Sérgio Mallandro | - Hebe Camargo - Mara Maravilha - Xuxa |
| Melhor Programa de Entrevistas | Melhor Locutor Esportivo |
| - Jô Soares Onze e Meia - Cara a Cara - Hebe por Elas | - Galvão Bueno - Luciano do Valle - Sílvio Luiz |
| Melhor Cantor | Melhor Cantora |
| - Roberto Carlos - Fábio Júnior - Fagner | - Fafá de Belém - Marina - Marisa Monte |
| Melhor Conjunto Musical | Melhor Música |
| - Legião Urbana - Paralamas do Sucesso - Roupa Nova | - "Pense em Mim" – Leandro & Leonardo - "Borbulhas de Amor" – Fagner - "É o Amor" – Zezé Di Camargo & Luciano                                                               |
| Melhor Jurado | Revelação do Ano |
| - Elke Maravilha - Pedro de Lara - Wagner Montes | - Pedro Bismarck (como Nerso da Capitinga, de Escolinha do Professor Raimundo) - Flávio Silvino (como Matosão, de Vamp) - Letícia Sabatella (como Taís, de O Dono do Mundo) |
| Melhor Comercial | Troféu Imprensa Especial |
| - Amortecedores Cofap - Guaraná Antarctica - Pinho Bril Plus                                                                                                | Tonico & Tinoco |

 1993
A edição de 1993 premiou os melhores do ano de 1992.
| Melhor Programa de TV | Melhor Novela |
| --- | --- |
| - Jô Soares Onze e Meia - Programa Legal - Você Decide | - Pedra sobre Pedra - De Corpo e Alma - Topázio |
| Melhor Ator | Melhor Atriz |
| - Lima Duarte (como Murilo Pontes, de Pedra sobre Pedra) - Maurício Mattar (como Leonardo Pontes, de Pedra sobre Pedra) - Tarcísio Meira (como Diogo, de De Corpo e Alma) | - Glória Menezes (como Baby Bueno, de Deus Nos Acuda) - Beatriz Segall (como Stella, de De Corpo e Alma) - Cláudia Raia (como Maria Escandalosa, de Deus Nos Acuda) |
| Melhor Programa de Auditório | Melhor Programa Humorístico |
| - Programa Silvio Santos - Domingão do Faustão - Programa Livre | - Programa Legal - A Praça É Nossa - Escolinha do Professor Raimundo                                                                                                |
| Melhor Humorista Masculino | Melhor Humorista Feminina |
| - Luiz Fernando Guimarães - Tom Cavalcanti - Chico Anysio | - Regina Casé - Cláudia Jimenez - Maria Tereza |
| Melhor Telejornal | Melhor Apresentador ou Apresentadora de Telejornal |
| - Aqui Agora - Jornal da Manchete - Jornal Nacional | - Bóris Casoy - Cid Moreira - Lillian Witte Fibe |
| Melhor Programa Jornalístico | Melhor Repórter de TV |
| - Documento Especial - Aqui Agora - Globo Repórter | - Gil Gomes - Alexandre Garcia - Glória Maria |
| Melhor Locutor Esportivo | Melhor Programa Sertanejo |
| - Luciano do Valle - Galvão Bueno - Sílvio Luiz | - Sabadão Sertanejo - Especial Sertanejo - Viola, Minha Viola |
| Melhor Dupla Sertaneja | Melhor Cantor ou Cantora Sertaneja |
| - Chitãozinho & Xororó - Leandro & Leonardo - Zezé Di Camargo & Luciano                                                                                                   | - Roberta Miranda - Sérgio Reis - Sula Miranda |
| Melhor Animador | Melhor Apresentadora ou Animadora |
| - Silvio Santos - Gugu Liberato - Fausto Silva | - Hebe Camargo - Marília Gabriela - Xuxa |
| Melhor Programa de Entrevistas | Melhor Programa Infantil |
| - Jô Soares Onze e Meia - Cara a Cara - Clodovil Abre o Jogo | - Xou da Xuxa - Clube da Criança - Show Maravilha |
| Melhor Cantor | Melhor Cantora |
| - Caetano Veloso - Roberto Carlos - Fábio Júnior | - Daniela Mercury - Marisa Monte - Simone |
| Melhor Conjunto Musical | Melhor Música |
| - Grupo Raça - Biquini Cavadão - Engenheiros do Hawaii | - "O Canto da Cidade" – Daniela Mercury - "Temporal de Amor" – Leandro & Leonardo - "Vento Ventania" – Biquini Cavadão                                              |
| Melhor Jurado | Revelação do Ano |
| - Elke Maravilha - Pedro de Lara - Wagner Montes | - Daniela Mercury - Daniela Perez (como Yasmin, de De Corpo e Alma) - Tom Cavalcante (como João Canabrava, de Escolinha do Professor Raimundo)                      |
| Melhor Comercial | |
| - Semp Toshiba - Bom Bril - Brastemp | |

 1994
A edição de 1994 premiou os melhores do ano de 1993.
| Melhor Novela | Melhor Ator |
| --- | --- |
| - Renascer - Mulheres de Areia - Sonho Meu | - Antônio Fagundes (como José Inocêncio, de Renascer) - Marcos Frota (como Tonho da Lua, de Mulheres de Areia) - Osmar Prado (como Tião Galinha, de Renascer) |
| Melhor Atriz | Revelação do Ano |
| - Glória Pires (como Ruth e Raquel, de Mulheres de Areia) - Adriana Esteves (como Mariana, de Renascer) - Fernanda Montenegro (como Jacutinga, de Renascer) | - Jackson Antunes (como Damião, de Renascer) - Leonardo Vieira (como José Inocêncio, de Renascer) - Patrícia França (como Maria Santa, de Renascer)           |
| Melhor Programa de Auditório | Melhor Programa de Entrevistas |
| - Programa Silvio Santos - Domingão do Faustão - Programa Livre                                                                                             | - Jô Soares Onze e Meia - Programa Livre - Cara a Cara |
| Melhor Programa Humorístico | Melhor Humorista Masculino |
| - Casseta e Planeta Urgente - Escolinha do Professor Raimundo - A Praça É Nossa                                                                             | - Tom Cavalcanti - Chico Anysio - Luiz Fernando Guimarães |
| Melhor Telejornal | Melhor Apresentador ou Apresentadora de Telejornal |
| - Aqui Agora - Jornal Nacional - TJ Brasil | - Bóris Casoy - Cid Moreira - Fátima Bernardes |
| Melhor Programa Jornalístico | Melhor Repórter de TV |
| - Documento Especial - Fantástico - Globo Repórter | - Roberto Cabrini - Gil Gomes - Glória Maria |
| Melhor Animador | Melhor Apresentadora ou Animadora |
| - Silvio Santos - Gugu Liberato - Fausto Silva | - Hebe Camargo - Marília Gabriela - Sílvia Poppovic |
| Melhor Cantor | Melhor Cantora |
| - Roberto Carlos - Fábio Júnior - Jorge Ben Jor | - Maria Bethânia - Daniela Mercury - Gal Costa |
| Melhor Conjunto Musical | Melhor Música |
| - Raça Negra - Grupo Raça - Legião Urbana | - "W/Brasil (Chama o Síndico)" – Jorge Ben Jor - "Cigana" – Raça Negra - "Poderosa" – Banda Brasil                                                            |
| Melhor Dupla Sertaneja | Melhor Locutor Esportivo |
| - Zezé Di Camargo & Luciano - Chitãozinho & Xororó - Leandro & Leonardo                                                                                     | - Galvão Bueno - Luciano do Valle - Sílvio Luiz |

 1995
A edição de 1995 premiou os melhores da televisão e da música do ano de 1994.
| Melhor Novela | Melhor Ator |
| --- | --- |
| - Éramos Seis - A Viagem - Tropicaliente | - Tarcísio Meira (como Raul Pellegrini, de Pátria Minha) - Guilherme Fontes (como Alexandre, de A Viagem) - Antônio Fagundes (como Otávio, de A Viagem)   |
| Melhor Atriz | Revelação do Ano |
| - Irene Ravache (como Dona Lola, de Éramos Seis) - Glória Pires (como Maria Moura, de Memorial de Maria Moura) - Christiane Torloni (como Diná, de A Viagem) | - Betty Lago (como Abigail, de Quatro por Quatro) - Letícia Spiller (como Babalu, de Quatro por Quatro) - Márcio Garcia (como Cassiano, de Tropicaliente) |
| Melhor Programa de Auditório | Melhor Programa de Entrevista |
| - Programa Silvio Santos - Domingão do Faustão - Programa Livre                                                                                              | - Jô Soares Onze e Meia - Cara a Cara - Gente de Expressão                                                                                                |
| Melhor Programa Humorístico | Melhor Humorista Masculino ou Feminino |
| - A Praça É Nossa - Casseta e Planeta Urgente - Escolinha do Professor Raimundo                                                                              | - Tom Cavalcanti - Regina Casé - Chico Anysio |
| Melhor Jornal de TV | Melhor Apresentador de Telejornal |
| - TJ Brasil - Aqui Agora - Jornal Nacional | - Bóris Casoy - Fátima Bernardes - Cid Moreira |
| Melhor Animador | Melhor Apresentadora de TV |
| - Silvio Santos - Gugu Liberato - Fausto Silva | - Hebe Camargo - Marília Gabriela - Xuxa |
| Melhor Programa de TV | Melhor Locutor Esportivo |
| - Globo Repórter - Fantástico - Casseta e Planeta Urgente | - Osmar Santos - Luciano do Valle - Galvão Bueno |
| Melhor Cantor | Melhor Cantora |
| - Roberto Carlos - Fábio Júnior - Netinho | - Marina Lima - Daniela Mercury - Eliana de Lima |
| Melhor Dupla Sertaneja | Melhor Música |
| - Zezé Di Camargo & Luciano - Chitãozinho & Xororó - Leandro & Leonardo                                                                                      | - "Lá Vem o Negão" – Cravo e Canela - "Me Leva" – Latino - "Essa tal Liberdade" – Só Pra Contrariar                                                       |
| Melhor Comercial de TV | Troféu Imprensa Especial |
| - Honda - Sadia - Coca-Cola | Emilinha Borba |

 1996
A edição de 1996 premiou os melhores da televisão e da música do ano de 1995.
| Melhor Novela | Melhor Ator |
| --- | --- |
| - A Próxima Vítima - História de Amor - Sangue do Meu Sangue | - Osmar Prado (como Clóvis Camargo, de Sangue do Meu Sangue) - José Wilker (como Marcelo Rossi, de A Próxima Vítima) - Tony Ramos (como Juca, de A Próxima Vítima) |
| Melhor Atriz | Revelação do Ano |
| - Aracy Balabanian (como Filomena, de A Próxima Vítima) - Christiane Torloni (como Fernanda e Vivi, de Cara & Coroa) - Regina Duarte (como Helena, de História de Amor) | - Mamonas Assassinas - Alessandra Negrini - Floriano Peixoto |
| Programa de TV | Melhor Programa de Entrevista |
| - Globo Repórter - Domingão do Faustão - Fantástico | - Jô Soares Onze e Meia - Marília Gabi Gabriela - Programa Livre                                                                                                   |
| Melhor Jornal de TV | Melhor Animador ou Animadora de TV |
| - TJ Brasil - Aqui Agora - Jornal Nacional | - Augusto Liberato - Hebe Camargo - Fausto Silva |
| Melhor Locutor Esportivo | Melhor Música |
| - Silvio Luiz - Galvão Bueno - Luciano do Valle | - "Catedral" – Zélia Duncan - "Pelados em Santos" – Mamonas Assassinas - "Mulheres" – Martinho da Vila                                                             |
| Melhor Cantor | Melhor Cantora |
| - Roberto Carlos - Fábio Júnior - Maurício Mattar | - Marisa Monte - Daniela Mercury - Simone |

 1997
A edição de 1997 foi exibida em 1 de junho de 1997, e premiou os melhores da televisão e da música do ano de 1996.
| Melhor Novela | Melhor Ator |
| --- | --- |
| - O Rei do Gado - Salsa e Merengue - Xica da Silva                                                                                                  | - Raul Cortez (como Geremias Berdinazi, de O Rei do Gado) - Antônio Fagundes (como Bruno Mezenga, de O Rei do Gado) - Fábio Assunção (como Marcos Mezenga, de O Rei do Gado) |
| Melhor Atriz | Melhor Programa de TV |
| - Débora Bloch (como Teodora, de Salsa e Merengue) - Glória Pires (como Rafaela, de O Rei do Gado) - Patrícia Pillar (como Luana, de O Rei do Gado) | - Sai de Baixo - A Comédia da Vida Privada - Brasil Legal |
| Melhor Programa de Entrevista | Melhor Jornal de TV |
| - Programa Livre - Jô Soares Onze e Meia - Silvia Poppovic                                                                                          | - Jornal Nacional - Aqui Agora - TJ Brasil |
| Melhor Animador ou Animadora de TV | Melhor Locutor Esportivo |
| - Gugu Liberato - Fausto Silva - Hebe Camargo | - Galvão Bueno - Silvio Luiz - Luciano do Valle |
| Revelação do Ano | Melhor Conjunto Musical |
| - Taís Araújo (como Xica da Silva, de Xica da Silva) - Lavínia Vlasak (como Lia, de O Rei do Gado) - Tiririca                                       | - Skank - É o Tchan! - Raça Negra |
| Melhor Cantor | Melhor Cantora |
| - Roberto Carlos - Fábio Júnior - Martinho da Vila                                                                                                  | - Daniela Mercury - Fafá de Belém - Simone |
| Melhor Música | |
| - "À Primeira Vista" – Daniela Mercury - "Garota Nacional" – Skank - "Dança do Bumbum" – É o Tchan!                                                 | |

 1998
A edição de 1998 premiou os melhores da televisão e da música do ano de 1997.
| Melhor Novela | Melhor Ator |
| --- | --- |
| - Por Amor - A Indomada - Chiquititas                                                                                             | - Ary Fontoura (como Pitágoras, de A Indomada) - Antônio Fagundes (como Atílio, de Por Amor) - Selton Mello (como Emanuel, de A Indomada) |
| Melhor Atriz | Melhor Programa de TV |
| - Eva Wilma (como Maria Altiva, de A Indomada) - Glória Pires (como Nice, de Anjo Mau) - Regina Duarte (como Helena, de Por Amor) | - Brasil Legal - Casseta e Planeta Urgente - Sai de Baixo                                                                                 |
| Melhor Programa de Entrevista | Melhor Jornal de TV |
| - Programa Livre - Jô Soares Onze e Meia - Márcia                                                                                 | - Jornal Nacional - Jornal da Band - Jornal da Manchete                                                                                   |
| Melhor Animador ou Animadora de TV                                                                                                | Revelação do Ano |
| - Augusto Liberato - Fausto Silva - Xuxa                                                                                          | - Ratinho - Cecília Dassi (como Sandrinha, de Por Amor) - Claudinho & Buchecha                                                            |
| Melhor Cantor | Melhor Cantora |
| - Gabriel, o Pensador - Fábio Júnior - Netinho                                                                                    | - Daniela Mercury - Marisa Monte - Simone                                                                                                 |
| Melhor Conjunto Musical | Melhor Música |
| - Titãs - É o Tchan! - Só Pra Contrariar                                                                                          | - "Pra Dizer Adeus" – Titãs - "Cachimbo da Paz" – Gabriel o Pensador com part. de Lulu Santos - "Milla " – Netinho                        |

 1999
A edição de 1999 premiou os melhores da televisão e da música do ano de 1998.
| Melhor Novela | Melhor Ator |
| --- | --- |
| - Torre de Babel - Chiquititas - Pecado Capital | - Tony Ramos (como José Clementino, de Torre de Babel) - Eduardo Moscovis (como Carlão, de Pecado Capital) - Tarcísio Meira (como César Toledo, de Torre de Babel) |
| Melhor Atriz | Revelação 1998 |
| - Adriana Esteves (como Sandrinha, de Torre de Babel) - Cláudia Jimenez (como Bina, de Torre de Babel) - Cláudia Raia (como Ângela Vidal, de Torre de Babel) | - Ana Paula Arósio (como Hilda Furacão, de Hilda Furacão) - Fat Family - Padre Marcelo Rossi                                                                       |
| Melhor Programa de TV | Melhor Programa de Entrevista |
| - Fantástico - Globo Repórter - Sai de Baixo | - Programa Livre - De Frente com Gabi - Jô Soares Onze e Meia |
| Melhor Animadora ou Apresentadora | Melhor Animador ou Apresentador |
| - Hebe Camargo - Ana Maria Braga - Xuxa | - Augusto Liberato - Fausto Silva - Ratinho |
| Melhor Cantor | Melhor Cantora |
| - Roberto Carlos - Daniel - Paulo Ricardo | - Zizi Possi - Daniela Mercury - Ivete Sangalo |
| Melhor Conjunto Musical | Melhor Música |
| - Titãs - Só Pra Contrariar - Terra Samba | - "Um Sonhador" – Leandro & Leonardo - "Carrinho de Mão" – Terra Samba - "Mal Acostumada" – Ara Ketu                                                               |

### Década de 2000
2000
A edição de 2000 premiou os melhores da televisão e da música do ano de 1999.
| Melhor Novela | Melhor Ator |
| --- | --- |
| - Terra Nostra - Andando nas Nuvens - Suave Veneno | - Raul Cortez (como Francesco Magliano, de Terra Nostra) - Antônio Fagundes (como Gumercindo, de Terra Nostra) - Marco Nanini (como Otávio, de Andando nas Nuvens) |
| Melhor Atriz | Revelação 1999 |
| - Ana Paula Arósio (como Giuliana, de Terra Nostra) - Letícia Spiller (como Maria Regina, de Suave Veneno) - Malu Mader (como Ester, de Força de um Desejo) | - Maria Fernanda Cândido (como Paola, de Terra Nostra) - Maurício Manieri - Thiago Lacerda (como Matteo, de Terra Nostra)                                          |
| Melhor Programa de TV | Melhor Locutor Esportivo |
| - Casseta & Planeta Urgente - Fantástico - Globo Repórter                                                                                                   | - Luciano do Valle - Cléber Machado - Galvão Bueno |
| Melhor Animador / Apresentador | Melhor Animadora / Apresentadora |
| - Augusto Liberato - Fausto Silva - Luciano Huck | - Hebe Camargo - Eliana - Xuxa |
| Melhor Cantor | Melhor Cantora |
| - Caetano Veloso - Daniel - Leonardo | - Cássia Eller - Ivete Sangalo - Zizi Possi |
| Melhor Conjunto Musical | Melhor Música |
| - Raimundos - J. Quest - Só Pra Contrariar | - "Sozinho" – Caetano Veloso - "Imortal" – Sandy & Junior - "Nossa Senhora" – Roberto Carlos e outros                                                              |

2001
A edição de 2001 foi apresentada em 1 de abril de 2001, e premiou os melhores da televisão e da música do ano de 2000.
| Melhor Programa de TV | Melhor Novela |
| --- | --- |
| - Show do Milhão - Casseta & Planeta Urgente - No Limite | - Laços de Família - O Cravo e a Rosa - Uga Uga |
| Melhor Ator | Melhor Atriz |
| - Tony Ramos (como Miguel, de Laços de Família) - Alexandre Borges (como Danilo, de Laços de Família) - Eduardo Moscovis (como Petruchio, de O Cravo e a Rosa) | - Carolina Dieckmann (como Camila, de Laços de Família) - Adriana Esteves (como Catarina, de O Cravo e a Rosa) - Vera Fischer (como Helena, de Laços de Famíli) |
| Melhor Animador / Apresentador | Melhor Animadora / Apresentadora |
| - Gugu - Luciano Huck - Raul Gil | - Adriane Galisteu - Hebe Camargo - Xuxa |
| Melhor Programa Jornalístico | Melhor Apresentador(a) de Telejornal |
| - Fantástico | - Bóris Casoy |
| Melhor Programa de Entrevista | Melhor Programa de Auditório |
| - Roda Viva | - Caldeirão do Huck - Domingo Legal |
| Melhor Programa Humorístico | Melhor Locutor Esportivo |
| - Casseta & Planeta Urgente | - Cléber Machado - Galvão Bueno - Luciano do Valle |
| Revelação do Ano | Melhor Conjunto Musical |
| - Giovanna Antonelli (como Capitu, de Laços de Família) - KLB - Reynaldo Gianecchini (como Edu, de Laços de Família)                                           | - O Rappa - Harmonia do Samba - Raimundos |
| Melhor Cantor | Melhor Cantora |
| - Jorge Aragão - Daniel - Leonardo | - Adriana Calcanhoto - Ivete Sangalo - Marisa Monte |
| Melhor Música | |
| - "Devolva-me" – Adriana Calcanhoto - "Amor I Love You" – Marisa Monte - "Se Eu Não Te Amasse Tanto Assim" – Ivete Sangalo                                     | |

2002
A edição de 2002 premiou os melhores da televisão e da música do ano de 2001.
| Melhor Programa de TV | Melhor Novela |
| --- | --- |
| - Casa dos Artistas - Os Normais - Show do Milhão | - O Clone - A Padroeira - Porto dos Milagres                                                                                          |
| Melhor Ator | Melhor Atriz |
| - Tony Ramos (como Manolo, de As Filhas da Mãe) - Antônio Fagundes (como Bartolomeu e Félix, de Porto dos Milagres) - Marcos Palmeira (como Guma, de Porto dos Milagres) | - Cássia Kis (como Adma, de Porto dos Milagres) - Giovanna Antonelli (como Jade, de O Clone) - Vera Fischer (como Yvette, de O Clone) |
| Melhor Animador ou Apresentador de TV | Melhor Animadora ou Apresentadora de TV                                                                                               |
| - Raul Gil - Gugu - Ratinho | - Hebe Camargo - Adriane Galisteu - Xuxa                                                                                              |
| Melhor Apresentador(a) de Telejornal | Revelação 2001 |
| - Bóris Casoy - Fátima Bernardes - William Bonner | - Supla - Bárbara Paz - Mel Lisboa (como Anita, de Presença de Anita)                                                                 |
| Melhor Cantor | Melhor Cantora |
| - Roberto Carlos - Daniel - Leonardo | - Ana Carolina - Ivete Sangalo - Wanessa Camargo                                                                                      |
| Melhor Conjunto Musical | Melhor Música |
| - Capital Inicial - Falamansa - KLB | - "Malandragem" – Cássia Eller - "Dormi na Praça" – Bruno & Marrone - "Quem de Nós Dois" – Ana Carolina                               |

2003
A edição de 2003 premiou os melhores da televisão e da música do ano de 2002.
| Melhor Programa de TV | Melhor Novela |
| --- | --- |
| - Os Normais - A Grande Família - Casseta & Planeta Urgente | - O Beijo do Vampiro - Coração de Estudante - Esperança                                                                                         |
| Melhor Ator | Melhor Atriz |
| - Tarcísio Meira (como Bóris Vladesco/Igor Pivomar, de O Beijo do Vampiro) - Raul Cortez (como Genaro, de Esperança) - Reynaldo Gianecchini (como Toni, de Esperança) | - Ana Paula Arósio (como Camille, de Esperança) - Deborah Secco (como Lara, de O Beijo do Vampiro) - Priscila Fantin (como Maria, de Esperança) |
| Melhor Animador ou Apresentador de TV | Melhor Animadora ou Apresentadora de TV |
| - Gugu - Faustão - Ratinho | - Hebe Camargo - Adriane Galisteu - Luciana Gimenez                                                                                             |
| Melhor Comercial de TV | Revelação do Ano |
| - Brahma - Coca-Cola - Skol | - Rouge - Jorge Vercilo - Kelly Key |
| Melhor Cantor | Melhor Cantora |
| - Zeca Pagodinho - Daniel - Djavan | - Ivete Sangalo - Alcione - Marisa Monte |
| Melhor Conjunto Musical | Melhor Música |
| - Tribalistas - Grupo Revelação - Titãs | - "Já Sei Namorar" – Tribalistas - "Carla" – LS Jack - "Epitáfio" – Titãs                                                                       |

2004
A edição de 2004 premiou os melhores da televisão e da música do ano de 2003.
| Melhor Programa de TV | Melhor Novela |
| --- | --- |
| - A Casa das Sete Mulheres - A Grande Família - Os Normais | - Mulheres Apaixonadas - Canavial de Paixões - Kubanacan |
| Melhor Ator | Melhor Atriz |
| - Dan Stulbach (como Marcos, de Mulheres Apaixonadas) - Rodrigo Santoro (como Diogo, de Mulheres Apaixonadas) - Tony Ramos (como Téo, de Mulheres Apaixonadas) | - Giulia Gam (como Heloísa, de Mulheres Apaixonadas) - Carolina Dieckmann (como Edwiges, de Mulheres Apaixonadas) - Suzana Vieira (como Lorena, de Mulheres Apaixonada) |
| Melhor Jornal de TV | Melhor Apresentador(a) de Telejornal |
| - Jornal Nacional - Jornal da Band - Jornal da Record | - Ana Paula Padrão - Fátima Bernardes - William Bonner |
| Melhor Programa Jornalístico | Melhor Programa de Entrevista |
| - Fantástico - Globo Repórter - Repórter Cidadão | - Altas Horas |
| Melhor Programa de Auditório | Melhor Programa Humorístico |
| - Domingão do Faustão | - Casseta & Planeta Urgente - A Praça é Nossa - Zorra Total |
| Melhor Programa Infantil | Melhor Locutor Esportivo |
| - Sítio do Picapau Amarelo - Eliana na Fábrica Maluca - Xuxa no Mundo da Imaginação                                                                            | - Cléber Machado - Galvão Bueno - Luciano do Valle |
| Revelação do Ano | Melhor Comercial de TV |
| - Bruna Marquezine (como Salete, de Mulheres Apaixonadas) - Luka - Maria Rita                                                                                  | - Schincariol - Casas Bahia - Skol |
| Melhor Cantor | Melhor Cantora |
| - Zeca Pagodinho - Daniel - Jorge Vercilo | - Ana Carolina - Alcione - Ivete Sangalo |
| Melhor Conjunto Musical | Melhor Música |
| - Tribalistas - Grupo Revelação - Jota Quest | - "Tô Nem Aí" – Luka - "Amor Maior" – Jota Quest - "Velha Infância" – Tribalistas                                                                                       |

2005
A edição de 2005 premiou os melhores da televisão e da música do ano de 2004.
| Melhor Programa de TV | Melhor Novela |
| --- | --- |
| - Pânico na TV - O Aprendiz - Programa do Ratinho - Vídeo Show                                                                                            | - Senhora do Destino - Cabocla - Celebridade |
| Melhor Ator | Melhor Atriz |
| - José Wilker (como Giová, de Senhora do Destino) - Fábio Assunção (como Renato Mendes, de Celebridade) - Tony Ramos (como Coronel Boanerges, de Cabocla) | - Renata Sorrah (como Nazaré, de Senhora do Destino) - Cláudia Abreu (como Laura, de Celebridade) - Suzana Vieira (como Maria do Carmo, de Senhora do Destino) |
| Melhor Animador ou Apresentador de TV | Melhor Animadora ou Apresentadora de TV |
| - Faustão - Gugu - Luciano Huck | - Hebe Camargo - Adriane Galisteu - Angélica |
| Melhor Jornal de TV | Melhor Apresentador(a) de Telejornal |
| - Jornal da Band - Jornal da Globo - Jornal Nacional | - Ana Paula Padrão - Fátima Bernardes - William Bonner |
| Melhor Programa Jornalístico | Melhor Programa Infantil |
| - Fantástico - Globo Repórter - SBT Repórter | - Sítio do Picapau Amarelo - Bom Dia & Cia - Programa Eliana - Xuxa no Mundo da Imaginação                                                                     |
| Melhor Programa de Auditório | Melhor Programa de Entrevista |
| - Caldeirão do Huck - Domingão do Faustão - Domingo Legal                                                                                                 | - Dois a Um - Altas Horas - Programa do Jô |
| Melhor Programa Humorístico | Melhor Locutor Esportivo |
| - A Diarista - Pânico na TV - A Grande Família | - Cléber Machado - Galvão Bueno - Luciano do Valle |
| Revelação do Ano | Melhor Comercial de TV |
| - Sérgio Malheiros (como Raí, de Da Cor do Pecado) - Daniel de Oliveira (como Luís Jerônimo, de Cabocla) - Pitty                                          | - Brahma - Pepsi - Skol |
| Melhor Cantor | Melhor Cantora |
| - Zeca Pagodinho - Daniel - Leonardo | - Maria Rita - Ana Carolina - Ivete Sangalo |
| Melhor Conjunto Musical | Melhor Música |
| - Skank - Grupo Revelação - Jota Quest | - "Vou Deixar" – Skank - "Equalize" – Pitty - "Sorte Grande" – Ivete Sangalo                                                                                   |

2006
m 2006, a premiação não foi exibida por conflitos de agenda de Silvio Santos e dos jurados.
2007
A edição de 2007 premiou os melhores da televisão e da música do ano de 2006.
| Revelação do Ano | Melhor Novela |
| --- | --- |
| - Grazi Massafera (como Telminha, de Páginas da Vida) - Armandinho - Fernanda Vasconcellos (como Nanda, de Páginas da Vida) - Marjorie Estiano (como Marina, de Páginas da Vida)              | - Belíssima - Páginas da Vida - Alma Gêmea - Cobras & Lagartos |
| Melhor Ator de Novela | Melhor Atriz de Novela |
| - Marcos Caruso (como Alex, de Páginas da Vida) - Lázaro Ramos (como Foguinho, de Cobras & Lagartos) - Tarcísio Meira (como Tide, de Páginas da Vida) - Tony Ramos (como Nikos, de Belíssima) | - Lília Cabral (como Marta, de Páginas da Vida) - Fernanda Montenegro (como Bia Falcão, de Belíssima) - Glória Pires (como Júlia, de Belíssima) - Taís Araújo (como Ellen, de Cobras & Lagartos) |
| Melhor Animador ou Apresentador de TV | Melhor Animadora ou Apresentadora de TV |
| - Luciano Huck - Fausto Silva - Márcio Garcia - Serginho Groisman | - Hebe Camargo - Adriane Galisteu - Angélica - Luciana Gimenez |
| Melhor Jornal de TV | Melhor Apresentador(a) de Telejornal |
| - Jornal da Record - Jornal da Globo - Jornal do SBT - Jornal Nacional | - Fátima Bernardes - Ana Paula Padrão - Carlos Nascimento - William Bonner |
| Melhor Programa Jornalístico | Melhor Programa Infantil |
| - Domingo Espetacular - Fantástico - Globo Repórter - SBT Repórter | - Sítio do Picapau Amarelo - TV Xuxa - Bom Dia & Cia - Programa Eliana - Chaves |
| Melhor Programa de Auditório | Melhor Programa de Entrevista |
| - Caldeirão do Huck - Domingão do Faustão - Domingo Legal - O Melhor do Brasil | - Altas Horas - Roda Viva - Marília Gabriela Entrevista - Programa do Jô |
| Melhor Programa Humorístico | Melhor Locutor Esportivo |
| - Pânico na TV - A Diarista - A Grande Família - Show do Tom | - Galvão Bueno - Cléber Machado - Luciano do Valle - Sílvio Luiz |
| Melhor Comercial de TV | Melhor Conjunto Musical |
| - Coca-Cola - Skol - Cerveja Antarctica - Havaianas | - Babado Novo - Skank - Jota Quest - Roupa Nova |
| Melhor Cantor | Melhor Cantora |
| - Seu Jorge - Daniel - Leonardo - Zeca Pagodinho | - Ivete Sangalo - Ana Carolina - Cláudia Leitte - Tânia Mara |
| Melhor Música | |
| - "É Isso Aí" – Ana Carolina e Seu Jorge - "Quando a Chuva Passar" – Ivete Sangalo - "Eu Sei" – Papas da Língua - "Se Quiser" – Tânia Mara                                                    | |

2008
A edição de 2008 foi exibida em 9 de março de 2008, e premiou os melhores da televisão e da música do ano de 2007.
| Revelação do Ano | Melhor Novela |
| --- | --- |
| - Gustavo Leão (como Mateus, de Paraíso Tropical) - Íris Stefanelli - Victor & Leo                                                                             | - Paraíso Tropical - Vidas Opostas - Duas Caras |
| Melhor Ator | Melhor Atriz |
| - Wagner Moura (como Olavo, de Paraíso Tropical) - Lázaro Ramos (como Evilásio Caó, de Duas Caras) - Tony Ramos (como Antenor Cavalcanti, de Paraíso Tropical) | - Camila Pitanga (como Bebel, de Paraíso Tropical) - Alessandra Negrini (como Paula e Taís, de Paraíso Tropical) - Glória Pires (como Lúcia, de Paraíso Tropical) |
| Melhor Apresentador ou Animador de TV | Melhor Apresentadora ou Animadora de TV |
| - Luciano Huck - Faustão - Márcio Garcia | - Hebe Camargo - Angélica - Eliana |
| Melhor Jornal de TV | Melhor Apresentador(a) de Telejornal |
| - Jornal da Globo - Jornal Nacional - Jornal da Record | - Carlos Nascimento - Fátima Bernardes - William Bonner |
| Melhor Programa Jornalístico | Melhor Programa Infantil |
| - Domingo Espetacular - Fantástico - Globo Repórter | - Bom Dia & Cia - Sítio do Picapau Amarelo - TV Xuxa |
| Melhor Programa de Entrevista | Melhor Programa Humorístico |
| - Altas Horas - Estrelas - Programa do Jô | - Pânico na TV - Show do Tom - Toma Lá, Dá Cá |
| Melhor Cantor | Melhor Cantora |
| - Daniel - Fábio Júnior - Zeca Pagodinho | - Ivete Sangalo - Cláudia Leitte - Vanessa da Mata |
| Melhor Conjunto Musical | |
| - Babado Novo - Jota Quest - NX Zero | |

2009
Fonte:
- Novela - A Favorita (TV Globo)
- Revelação - Maísa (SBT)
- Ator - Cauã Reymond e Murilo Benício em A Favorita (TV Globo)
- Atriz - Patrícia Pillar em A Favorita (TV Globo)
- Programa de Entrevistas - Altas Horas (TV Globo)
- Programa Humorístico - Custe o Que Custar (Rede Bandeirantes)
- Programa Infantil - Bom Dia & Companhia (SBT)
- Programa de Auditório - Domingo Legal (SBT)
- Animador - Fausto Silva (TV Globo)
- Animadora - Hebe Camargo (SBT)
- Programa Jornalístico - Profissão Repórter (TV Globo)
- Apresentador(a) de Telejornal - Fátima Bernardes (TV Globo)
- Cantor - Seu Jorge
- Cantora - Claudia Leitte
- Conjunto Musical - Skank

### Década de 2010
2010
Fonte:
- Novela - Caminho das Índias (TV Globo)
- Revelação - Mateus Solano em Viver a Vida (TV Globo)
- Ator - Tony Ramos em Caminho das Índias (TV Globo)
- Atriz - Lília Cabral em Viver a Vida (TV Globo)[nt 1]
- Programa de Entrevistas - Altas Horas (TV Globo) e Marília Gabriela Entrevista (GNT)
- Programa Humorístico - Custe o Que Custar (Rede Bandeirantes) e Pânico na TV (RedeTV!)
- Animador - Rodrigo Faro (RecordTV)
- Animadora - Angélica (TV Globo)
- Programa Infantil - Bom Dia & Companhia (SBT)
- Programa Jornalístico - Profissão Repórter (TV Globo)
- Cantor - Roberto Carlos
- Cantora - Ivete Sangalo
- Conjunto Musical - NX Zero e Skank
- Música - Você Não Vale Nada interpretado por Calcinha Preta
- Telejornal - Jornal Nacional (TV Globo)

 2011
Fonte:
- Novela - Ti Ti Ti (TV Globo)
- Revelação - Luan Santana
- Ator - Tony Ramos em Passione (TV Globo)[nt 2]
- Atriz - Mariana Ximenes em Passione (TV Globo)
- Programa de Entrevistas - Hebe (SBT)
- Programa Humorístico - Custe o Que Custar (Rede Bandeirantes) e Show do Tom (Rede Record)
- Programa Infantil - Bom Dia & Companhia (SBT)
- Telejornal - Jornal da Globo (TV Globo)
- Animador - Rodrigo Faro (Rede Record)
- Animadora - Eliana (SBT)
- Cantor - Roberto Carlos
- Cantora - Ivete Sangalo
- Conjunto Musical - Exaltasamba
- Dupla Sertaneja - Victor & Léo

 2012
Fonte:
- Novela - Cordel Encantado (TV Globo)
- Revelação - Patrícia Abravanel (SBT)
- Ator - Gabriel Braga Nunes em Insensato Coração (TV Globo)
- Atriz - Lília Cabral em Fina Estampa (TV Globo)[nt 1]
- Programa de Entrevistas - Agora É Tarde (Rede Bandeirantes)
- Programa Humorístico - Custe o Que Custar (Rede Bandeirantes)
- Programa Infantil - Carrossel Animado (SBT)
- Programa Jornalístico - Conexão Repórter (SBT)
- Animador - Rodrigo Faro (RecordTV)
- Animadora - Eliana (SBT)
- Cantor - Roberto Carlos
- Cantora - Paula Fernandes
- Conjunto Musical - Exaltasamba
- Dupla Sertaneja - Victor & Léo
- Telejornal - Jornal Nacional (TV Globo)

 2013
Fonte:
- Novela - Avenida Brasil (TV Globo)
- Revelação - Jean Paulo Campos em Carrossel (SBT)
- Ator - Murilo Benício em Avenida Brasil (TV Globo)
- Atriz - Adriana Esteves em Avenida Brasil (TV Globo)
- Programa de Entrevistas - Agora É Tarde (Rede Bandeirantes)[nt 3]
- Programa Humorístico - A Praça É Nossa (SBT)
- Programa Infantil - Carrossel Animado (SBT)
- Programa de Auditório - Eliana (SBT)
- Animador - Rodrigo Faro (Rede Record)
- Animadora - Xuxa (TV Globo)
- Programa Jornalístico - Conexão Repórter (SBT)
- Telejornal - Jornal do SBT (SBT)
- Cantor - Luan Santana e Roberto Carlos
- Cantora - Paula Fernandes
- Comercial - Skol
- Música - Esse Cara Sou Eu de Roberto Carlos

 2014
Fonte:
- Novela - Amor à Vida (TV Globo)
- Revelação - Tatá Werneck em Amor à Vida (TV Globo)
- Ator - Mateus Solano em Amor à Vida (TV Globo)
- Atriz - Vanessa Giácomo como Aline em Amor à Vida (TV Globo)
- Programa de Entrevistas - De Frente com Gabi (SBT)
- Programa Humorístico - Tapas & Beijos (TV Globo)
- Programa Infantil - Cocoricó (TV Cultura)
- Programa de Auditório - Eliana (SBT)
- Animador - Rodrigo Faro (RecordTV)
- Animadora - Fátima Bernardes (TV Globo) e Patrícia Abravanel (SBT)
- Cantor - Roberto Carlos
- Cantora - Ivete Sangalo e Paula Fernandes
- Telejornal - Jornal Nacional (TV Globo) e SBT Brasil (SBT)
- Comercial - Havaianas

 2015
Fonte:
- Novela - Império (TV Globo)
- Revelação - Isabella Santoni em Malhação Sonhos (TV Globo)
- Ator - Alexandre Nero em Império (TV Globo)
- Atriz - Lília Cabral em Império (TV Globo)
- Programa de Entrevistas - De Frente com Gabi (SBT)
- Programa Humorístico - A Praça É Nossa (SBT)
- Telejornal - Jornal Nacional (TV Globo)
- Programa de Auditório - Programa Silvio Santos (SBT)
- Animador - Rodrigo Faro (RecordTV)
- Animadora - Eliana (SBT)
- Cantor - Gusttavo Lima
- Cantora - Paula Fernandes
- Comercial - Vivo
- Apresentador(a) de Telejornal - William Bonner (TV Globo)

 2016
Fonte:
- Novela - Verdades Secretas (TV Globo)
- Revelação - Camila Queiroz em Verdades Secretas (TV Globo)
- Ator - Guilherme Winter em Os Dez Mandamentos (RecordTV)
- Atriz - Grazi Massafera em Verdades Secretas (TV Globo)
- Programa de Entrevistas - Programa do Jô (TV Globo)
- Programa Humorístico - A Praça É Nossa (SBT)
- Programa Infantil - Bom Dia & Cia (SBT)
- Programa de Auditório - Programa Silvio Santos (SBT)
- Animador - Celso Portiolli (SBT)
- Animadora - Patrícia Abravanel (SBT)
- Telejornal - Jornal Nacional (TV Globo)
- Programa Jornalístico - Conexão Repórter (SBT)
- Cantor - Luan Santana
- Cantora - Ivete Sangalo
- Apresentador(a) de Telejornal - Ricardo Boechat (Rede Bandeirantes)

 2017
Fonte:
- Novela - Totalmente Demais (TV Globo)
- Revelação - Marília Mendonça
- Ator - Sérgio Guizé em Êta Mundo Bom! (TV Globo)
- Atriz - Marina Ruy Barbosa em Totalmente Demais (TV Globo)
- Programa de Entrevistas - Programa do Jô (TV Globo)
- Programa Humorístico - A Praça É Nossa (SBT)
- Programa Infantil - Bom Dia & Cia (SBT)
- Programa de Auditório - Programa Silvio Santos (SBT)
- Animador - Silvio Santos (SBT)
- Animadora - Patrícia Abravanel (SBT)
- Telejornal - Jornal Nacional (TV Globo)
- Programa Jornalístico - Conexão Repórter (SBT)
- Cantor - Luan Santana e Wesley Safadão
- Cantora - Anitta

 2018
Fonte:
- Novela - A Força do Querer (TV Globo)
- Dupla Sertaneja - Simone & Simaria
- Ator - Marco Pigossi em A Força do Querer (TV Globo)
- Atriz - Juliana Paes em A Força do Querer (TV Globo)
- Cantor - Luan Santana
- Cantora - Marília Mendonça
- Programa de Entrevistas - The Noite com Danilo Gentili (SBT)
- Programa - Lady Night (Multishow)
- Programa Humorístico - A Praça É Nossa (SBT)
- Programa de Auditório - Programa Silvio Santos (SBT)
- Animador - Silvio Santos (SBT)
- Animadora - Patrícia Abravanel (SBT)
- Telejornal - Jornal Nacional (TV Globo)
- Programa Jornalístico - Conexão Repórter (SBT)
- Programa Infantil - Bom Dia & Cia (SBT)

 2019
Fonte:
- Novela - O Outro Lado do Paraíso (TV Globo)
- Revelação - Rebeca Abravanel (SBT)
- Ator - Chay Suede em Segundo Sol (TV Globo)
- Atriz - Adriana Esteves em Segundo Sol (TV Globo)
- Cantor - Luan Santana
- Cantora - Anitta
- Programa de Entrevistas - Lady Night (Multishow) e The Noite com Danilo Gentili (SBT)
- Programa - Conexão Repórter (SBT)
- Programa Humorístico - Zorra (TV Globo)
- Programa de Auditório - Programa Silvio Santos (SBT)
- Animador - Silvio Santos (SBT)
- Animadora - Eliana (SBT)
- Telejornal - Jornal Nacional (TV Globo)
- Apresentador(a) de Telejornal - Sandra Annenberg (TV Globo)
- Dupla Sertaneja - Zé Neto & Cristiano

### Década de 2020
2022
Fonte:
- Novela: Amor de Mãe e Um Lugar ao Sol  (TV Globo)
- Atriz: Regina Casé em Amor de Mãe (TV Globo)
- Ator: Chay Suede em Amor de Mãe (TV Globo)
- Programa de TV: Caldeirão com Mion (TV Globo)
- Programa de Auditório: Programa Silvio Santos (SBT)
- Apresentador ou Animador: Silvio Santos (SBT)
- Humorístico: Vai que Cola (Multishow)
- Programa de Entrevistas: Lady Night (Multishow)
- Telejornal: Jornal Nacional (TV Globo)
- Programa Jornalístico: Profissão Repórter (TV Globo)
- Apresentador (a) de Telejornal: Renata Vasconcellos (TV Globo)
- Cantora: Anitta
- Cantor: Jão

 2025
Fonte:
| Melhor Novela | Melhor Documentário |
| --- | --- |
| - No Rancho Fundo – (TV Globo) - Mania de Você – (TV Globo) - Renascer– (TV Globo) | - Silvio Santos: Vale Mais do que Dinheiro – (+SBT) - Luiz Melodia – No Coração do Brasil – (Embaúba Filmes) - Pra Sempre Paquitas – (Globoplay)                                                                         |
| Melhor Ator | Melhor Atriz |
| - Juan Paiva – (João Pedro em Renascer) - Chay Suede – (Mavi em Mania de Você) - Marcos Palmeira – (José Inocêncio em Renascer)                                                                                        | - Andréa Beltrão – (Zefa em No Rancho Fundo) - Adriana Esteves – (Mércia em Mania de Você) - Sophie Charlotte – (Eliana em Renascer)                                                                                     |
| Melhor Cantor | Melhor Cantora |
| - Jão - Gusttavo Lima - Luan Santana | - Simone Mendes - Joelma - Lauana Prado |
| Melhor Música | Revelação |
| - ""Nosso Primeiro Beijo" – Gloria Groove - "Dois Tristes" – Simone Mendes - Voando pro Pará" – Joelma feat. Pedro Sampaio                                                                                             | - Cariúcha - Grelo - Zaynara |
| Melhor Apresentador | Melhor Apresentadora |
| - Celso Portiolli – (Domingo Legal) - Luciano Huck – (Domingão com Huck) - Tom Cavalcante – (Acerte ou Caia!) | - Patrícia Abravanel – (Programa Silvio Santos) - Tatá Werneck – (Lady Night) - Virginia Fonseca – (Sabadou com Virginia)                                                                                                |
| Melhor Jornalista | Melhor Humorista |
| - César Filho – (SBT Brasil) - César Tralli – (Jornal Hoje) - William Bonner – (Jornal Nacional) | - Tiago Barnabé - Paulo Vieira - Tatá Werneck |
| Melhor Programa de Auditório | Melhor Programa Diário |
| - Domingão com Huck – (TV Globo) - Domingo Legal – (SBT) - Programa Silvio Santos – (SBT) | - Fofocalizando – (SBT) - Hoje em Dia – (Record) - Mais Você – (TV Globo) |
| Melhor Jornal | Melhor Programa Jornalístico |
| - SBT Brasil – (SBT) - Jornal da Record – (Record) - Jornal Nacional – (TV Globo) | - Profissão Repórter – (TV Globo) - Domingo Espetacular – (Record) - Fantástico – (TV Globo) |
| Melhor Talk Show ou Programa de Entrevista | Melhor Conteúdo Infantil |
| - Lady Night – (Multishow) - De Frente com Blogueirinha – (DiaTV) - The Noite com Danilo Gentili – (SBT) | - Sábado Animado – (SBT) - O Picapau Amarelo – (+SBT) - Quintal da Cultura – (TV Cultura) |
| Melhor Reality | Melhor Reality de Culinária |
| - Ilhados com a Sogra – (Netflix) - A Fazenda – (Record) - Big Brother Brasil – (TV Globo) | - MasterChef Brasil – (Band) - Bake Off Brasil: Mão na Massa – (SBT) - The Taste Brasil – (GNT) |
| Melhor Game Show | Pela Sua História (Homenagem) |
| - Passa ou Repassa – (SBT) - Show do Milhão – (SBT) - Quem Quer Ser Um Milionário? – (TV Globo) | - Carlos Alberto de Nóbrega - Regina Duarte |
| Troféu Internet 2025 | |
| Melhor Novela | Melhor Documentário |
| - A Caverna Encantada – (SBT) - Garota do Momento – (TV Globo) - Mania de Você – (TV Globo) - No Rancho Fundo – (TV Globo) - Renascer – (TV Globo)                                                                     | - Gugu, Toninho e Augusto – (+SBT) - Hebe, a Cara da Coragem – (+SBT) - Luiz Melodia – No Coração do Brasil – (Embaúba Filmes) - Pra Sempre Paquitas – (Globoplay) - Silvio Santos: Vale Mais do que Dinheiro – (+SBT)   |
| Melhor Ator | Melhor Atriz |
| - Chay Suede – (Mavi em Mania de Você) - Juan Paiva – (João Pedro em Renascer) - Marcos Palmeira – (José Inocêncio em Renascer) - Nicolas Prattes – (Rudá em Mania de Você) - Tony Ramos – (Antônio em Terra e Paixão) | - Adriana Esteves – (Mércia em Mania de Você) - Agatha Moreira – (Luma em Mania de Você) - Andréa Beltrão – (Zefa em No Rancho Fundo) - Juliana Paes – (Jacutinga em Renascer) - Sophie Charlotte – (Eliana em Renascer) |
| Melhor Cantor | Melhor Cantora |
| - Gusttavo Lima - Jão - Luan Pereira - Luan Santana - Zé Felipe | - Ana Castela - Anitta - Joelma - Lauana Prado - Simone Mendes |
| Melhor Música | Revelação |
| - "Descer pra BC" – Brenno & Matheus - "Dois Tristes" – Simone Mendes - "Nosso Primeiro Beijo" – Gloria Groove - "Só Fé" – Grelo - "Voando pro Pará" – Joelma feat. Pedro Sampaio                                      | - Cariúcha - Grelo - Priscila Reis - Viviane Batidão - Zaynara |
| Melhor Apresentador | Melhor Apresentadora |
| - Celso Portiolli – (Domingo Legal) - Luciano Huck – (Domingão com Huck) - Marcos Mion – (Caldeirão com Mion) - Ratinho – (Programa do Ratinho) - Tom Cavalcante – (Acerte ou Caia!)                                   | - Ana Maria Braga – (Mais Você) - Eliana – (Eliana) - Patrícia Abravanel – (Programa Silvio Santos) - Tatá Werneck – (Lady Night) - Virginia Fonseca – (Sabadou com Virginia)                                            |
| Melhor Jornalista | Melhor Humorista |
| - César Filho – (SBT Brasil) - César Tralli – (Jornal Hoje) - Renata Vasconcellos – (Jornal Nacional) - Simone Queiroz – (SBT Brasil) - William Bonner – (Jornal Nacional)                                             | - Blogueirinha - Igor Guimarães - Paulo Vieira - Tatá Werneck - Tiago Barnabé |
| Melhor Programa de Auditório | Melhor Programa Diário |
| - Altas Horas – (TV Globo) - Domingão com Huck – (TV Globo) - Domingo Legal – (SBT) - Programa do Ratinho – (SBT) - Programa Silvio Santos – (SBT)                                                                     | - A Tarde É Sua – (RedeTV!) - Encontro com Patrícia Poeta – (TV Globo) - Fofocalizando – (SBT) - Hoje em Dia – (Record) - Mais Você – (TV Globo)                                                                         |
| Melhor Jornal | Melhor Programa Jornalístico |
| - SBT Brasil – (SBT) - Jornal da Band – (Band) - Jornal da Record – (Record) - Jornal Hoje – (TV Globo) - Jornal Nacional – (TV Globo)                                                                                 | - Domingo Espetacular – (Record) - Estúdio i – (GloboNews) - Fantástico – (TV Globo) - Globo Repórter – (TV Globo) - Profissão Repórter – (TV Globo)                                                                     |
| Melhor Talk Show ou Programa de Entrevista | Melhor Conteúdo Infantil |
| - Conversa com Bial – (TV Globo) - De Frente com Blogueirinha – (DiaTV) - Lady Night – (Multishow) - Roda Viva – (TV Cultura) - The Noite com Danilo Gentili – (SBT)                                                   | - Galinha Pintadinha - O Picapau Amarelo – (+SBT) - Parque Patati Patatá – (SBT) - Quintal da Cultura – (TV Cultura) - Sábado Animado – (SBT)                                                                            |
| Melhor Reality | Melhor Reality de Culinária |
| - A Fazenda – (Record) - Big Brother Brasil – (TV Globo) - De Férias com o Ex Brasil – (MTV) - Ilhados com a Sogra – (Netflix) - The Masked Singer Brasil – (TV Globo)                                                 | - Bake Off Brasil: Mão na Massa – (SBT) - Jogo de Panelas – (TV Globo) - MasterChef Brasil – (Band) - Minha Mulher Que Manda – (SBT) - The Taste Brasil – (GNT)                                                          |
| Melhor Game Show | |
| - Acerte ou Caia! – (Record) - Comprar é Bom, Levar é Melhor – (SBT) - Passa ou Repassa – (SBT) - Quem Quer Ser Um Milionário? – (TV Globo) - Show do Milhão – (SBT)                                                   | |